# Toxonevra muliebris

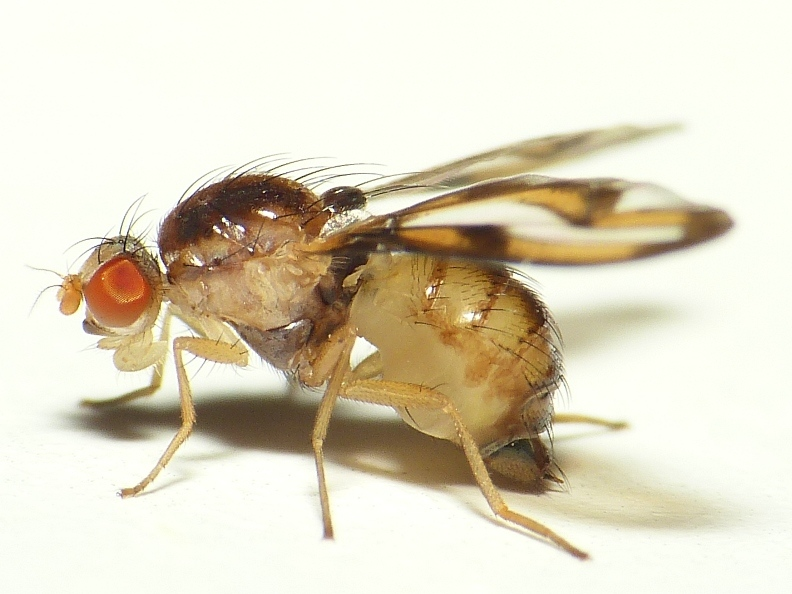
Seitenansicht

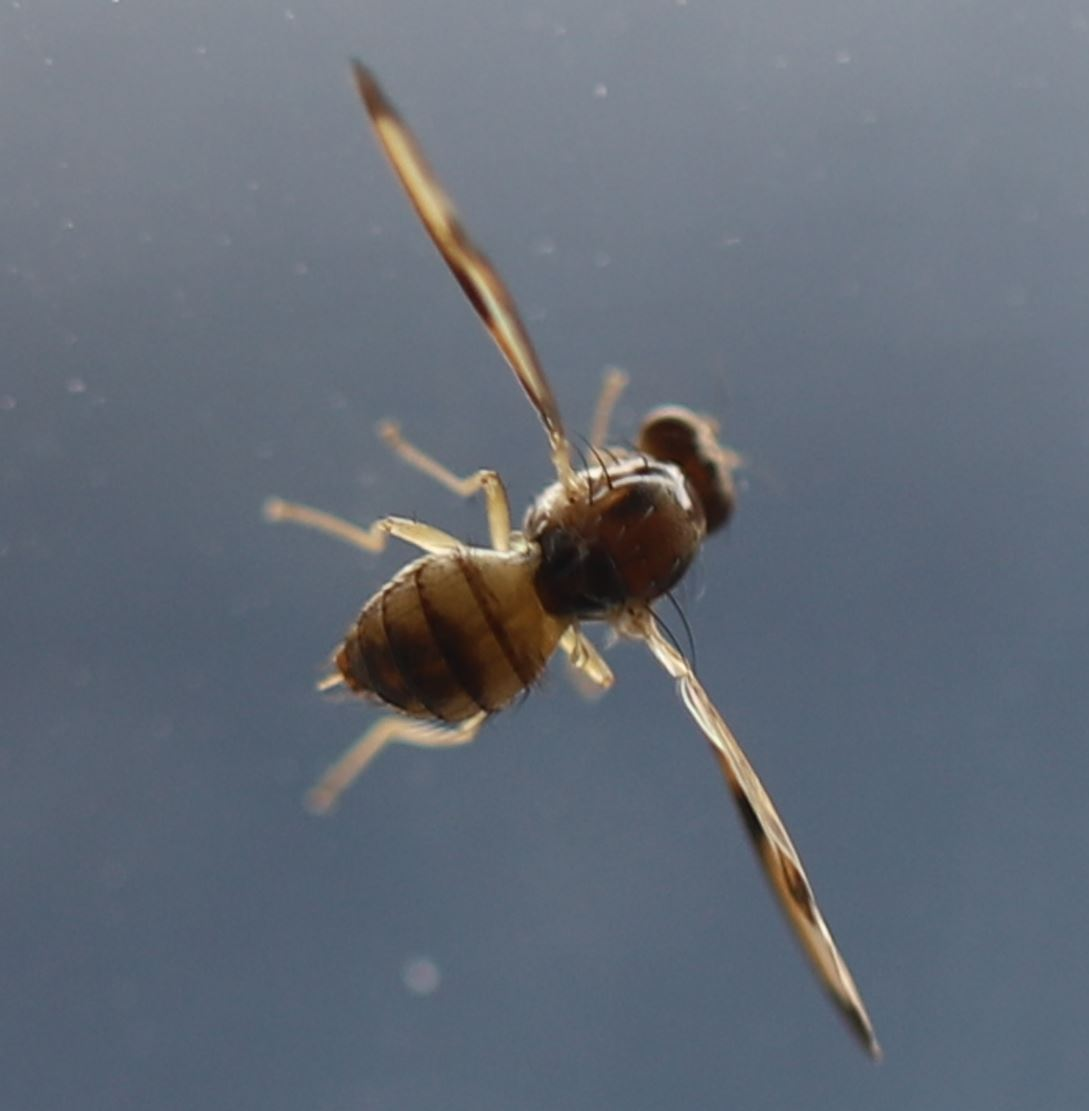
Anfang September an einer Fensterscheibe, mit typischer Flügelhaltung

Toxonevra muliebris ist eine Art der Zitterfliegen (Pallopteridae), die in Europa heimisch ist. Das lateinische Art-Epitheton muliebris bedeutet „weiblich“. 

## Taxonomie
In der Literatur findet man die Art häufig unter folgenden Synonymen bzw. Schreibweisen:
- Palloptera muliebris (Harris, 1780)
- Toxoneura muliebris (Harris, 1780)

## Merkmale
Die Fliegen sind etwa 5 mm lang. Sie sind überwiegend gelbbraun gefärbt. Die Facettenaugen sind hellrot. Das Pronotum ist rotbraun mit einem breiten dunkelbraunen Längsstreifen an den Seiten. Das Scutellum ist ebenfalls dunkelbraun gefärbt. Die Hinterränder der Tergite sind dunkelbraun gefärbt. Die Fliegen besitzen eine charakteristische Flügelzeichnung. Eine schlauchförmige breite gelbe Linie mit dunkelbraunen Flecken verläuft entlang dem Flügelvorderrand und in einer Welle unweit dem Flügelhinterrand und umschließt einen klaren transparenten Bereich in der Flügelmitte.

## Verbreitung
Toxonevra muliebris ist in der westlichen Paläarktis heimisch. Ihr Vorkommen erstreckt sich über den Westen und die Mitte Europas und reicht von den Britischen Inseln im Norden über die Iberische Halbinsel, Korsika, Italien und Sizilien bis nach Nordafrika. In Mitteleuropa ist die Art im Benelux, in Deutschland, in Frankreich, in Österreich und in der Schweiz bekannt. In Kleinasien wurde die Art einmalig gefunden. Im Jahr 2016 wurde Toxonevra muliebris auf Vancouver Island in der kanadischen Provinz British Columbia entdeckt, wo sie offenbar eingeschleppt wurde.

## Lebensweise
Die Fliegen beobachtet man von Mai bis Oktober. Die Larven ernähren sich räuberisch von Kleininsekten, insbesondere Käferlarven aus der Familie der Speckkäfer (Dermestidae). Den natürlichen Lebensraum der Larven bilden Spalte unter der Rinde von Bäumen. Den ausgewachsenen Fliegen begegnet man gelegentlich in geschlossenen Innenräumen an der Fensterscheibe. Die Innenräume beherbergen dabei typischerweise die Larvennahrung, beispielsweise die Larven des Wollkrautblütenkäfers (Anthrenus verbasci). Die Fliegen stellen ihre Flügel häufig in eine senkrechte Stellung rechtwinklig zum Körper (siehe Foto).